# Choquequirao
Choquequirao (del quechua chuqi, oro, y de k'iraw, cuna, es decir: "cuna de oro"), son los restos arqueológicos de una ciudad inca situada entre las estribaciones del nevado Salcantay, bajo la jurisdicción del distrito de Santa Teresa, Provincia de La Convención , Departamento del Cuzco, al sur del Perú.
Los monumentos arqueológicos de Choquequirao están conformados por edificios y terrazas distribuidas en diferentes niveles, desde el nivel más bajo Sunch'u Pata hasta la cima truncada más alta, la cual fue nivelada y cercada con piedras para formar una plataforma con una área aproximada de 150 metros cuadrados.
Choquequirao (a veces también como Choqequirau o Choqekiraw) es conocida como la "hermana sagrada" de Machu Picchu por la semejanza estructural y arquitectónica con esta. Recientemente, estando parcialmente excavada, ha despertado el interés del gobierno peruano por recuperar aún más el complejo y convertirlo en una alternativa más accesible para los turistas interesados en conocer más acerca de la cultura inca.

## Ubicación geográfica

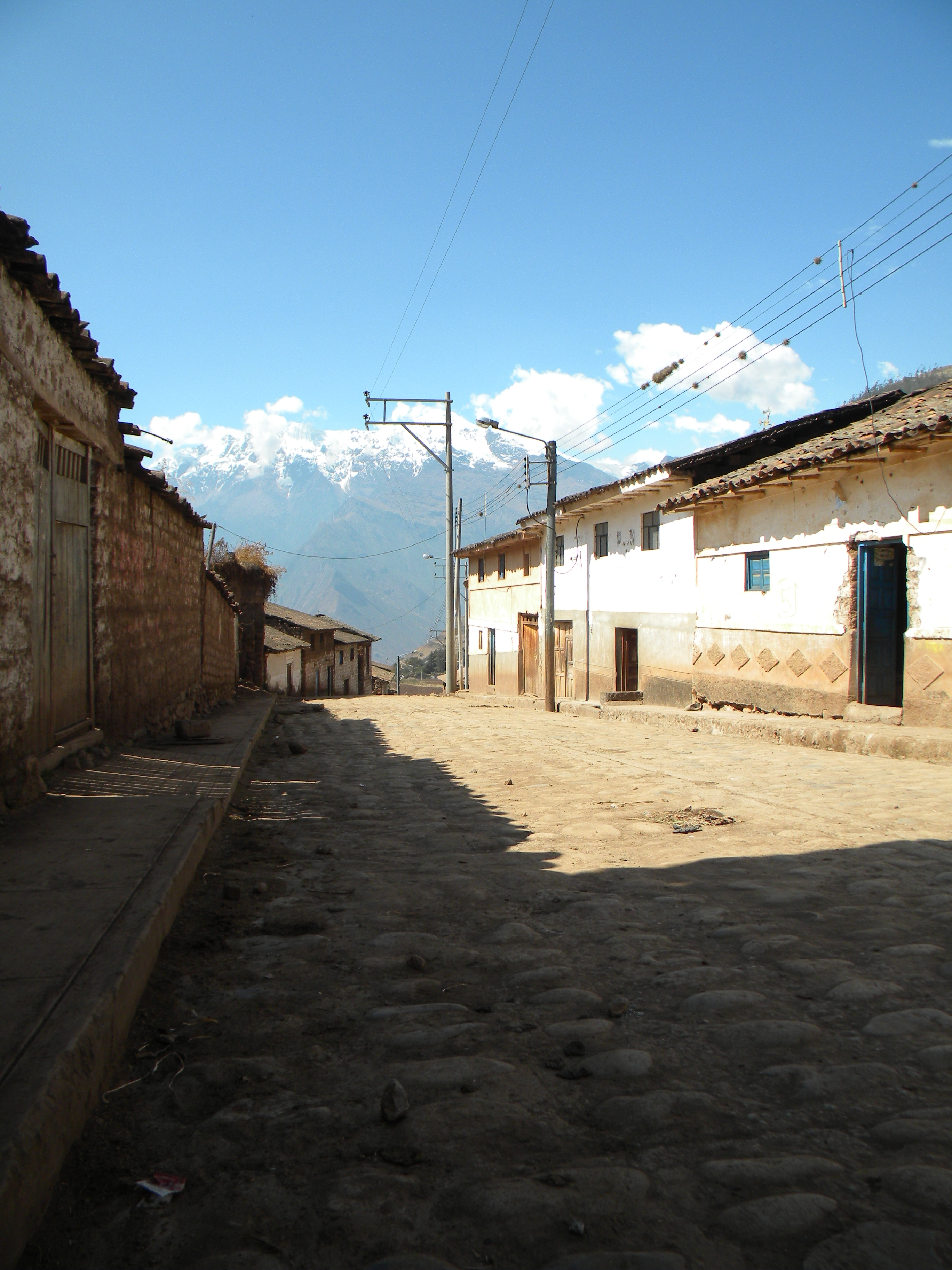
San Pedro de Cachora

### Emplazamiento

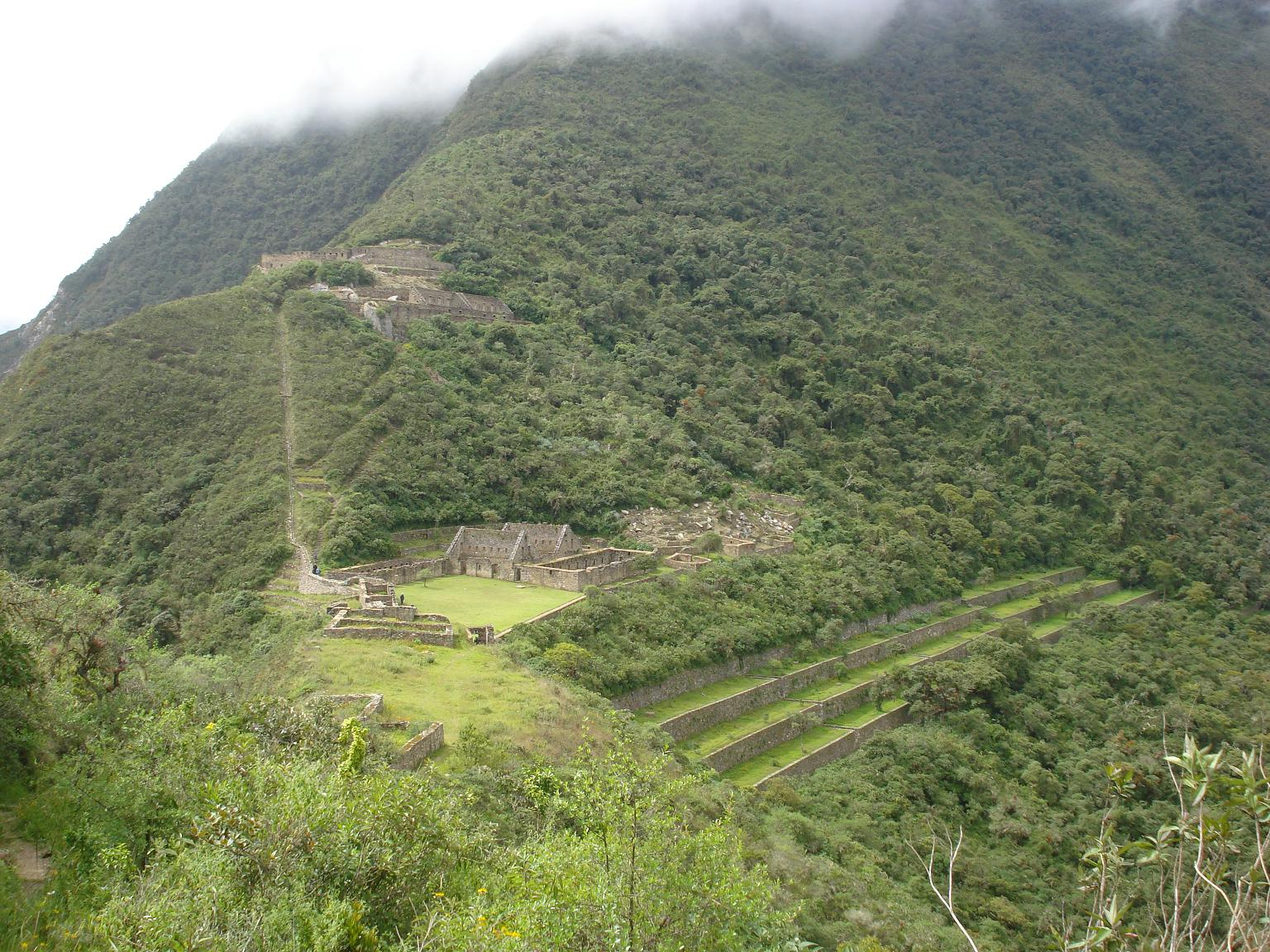
La ciudadela de Choquequirao.

Se encuentra a 13°32′ latitud sur y 72°44′ longitud oeste. Se ubica a 3033 metros sobre el nivel del mar en las estribaciones del nevado Salcantay, al norte del valle del río Apurímac, 
El distrito de Mollepata y la provincia de Anta en los últimos años en un afán expansionista desean llevar  casi un 40% del distrito Santa Teresa incluido Choquequirao y muchas comunidades de este distrito hacia sus jurisdicciones y reclaman la titularidad de esta zona. Algo que es rechazado por los pobladores de Choquequirao, Marampata, Maizal, Yanama y demás comunidades que son ambicionadas por la provincia de Anta y su distrito de Mollepata.
El entorno de Choquequirao es uno de los más ricos en biodiversidad. Todas las especies pertenecientes a este ámbito geográfico, se han acondicionado a estas condiciones extremas, a pesar de las variaciones de temperatura entre dia y noche, como es el contraste entre tener al sol quemante durante todo el día y las inclementes heladas durante la noche. La fauna del lugar está compuesta principalmente por cóndores, tarucas, vizcachas, zorros, zorrinos, pumas, picaflores, osos y el gallito de las rocas, ave nacional del Perú. En su flora destacan los helechos gigantes, el ichu y una gran variedad de orquídeas, donde resalta la de la variedad wakanki.

### Formas de acceso
La forma más económica y rápida es a través de Cachora. Desde la ciudad de Abancay es posible tomar un taxi colectivo en la avenida Nuñez al paradero de taxi Cachora.  El precio varía desde 15 hasta 20 soles por persona.
Desde la ciudad de Cusco es posible tomar un transporte directo a Cachora desde el barrio de Arcopata en el centro del Cusco (cerca el hostal Loki) precio 80 soles por persona.
También es posible, en el caso no se consiga tranporte directo, tomar un combi a Curahuasi precio 50 soles por prsona y luego de Curahuasi ir a Cachora.
Es aconsejable llegar a Cachora el día antes de salir al trek para organizar todo de la mejor forma.
Actualmente la vía terrestre es la única forma posible de alcanzar la ciudadela de Choquequirao. La ruta más conocida es la vía asfaltada desde Cusco-Urbamba-Ollantaytambo-Huayopata-Santa María (200 km), la carretera Santa María-Santa Teresa (17 km), trocha carrozable Santa Teresa-Sahuayaco-Totora-Yanama (70 km). Luego vía peatonal desde Yanama-Maizal (6 horas), Maizal-Río Blanco-Ruinas de Pinchaunuyoc (8 horas), Pinchaunuyoc-Choquequirao (6 horas). El viaje ida y vuelta puede hacerse en 4 o 5 días. 
Una vía de acceso importante, es partir de Cusco tomando la carretera rumbo a Abancay y en el km. 154 elegir el desvío que lleva al pueblo de Cachora. Alternativamente se puede partir de Abancay y recorrer 42 km por la carretera rumbo a Cusco, para desviarse hacia Cachora. Desde esta localidad se debe realizar una caminata cuesta arriba de unos 27 km, cuyo recorrido alcanza los dos días de duración. También es posible acceder por otros poblados aledaños, sin embargo la ruta puede ser más accidentada.

#### Trek a Choquequirao de 4 días y 3 noches
Dia1 Cachora-playa Rosalina-Santa Rosa
Salir de Cachora en la mañana temprano, a más tardar a las 6 de la mañana, por no sufrir mucho el calor intenso del cañón del Apurímac.
Es posible tomar un taxi desde Cachora, el km 0 de la caminata, hasta punta carretera el km 11 por un costo de 40 soles. Punta carretera es conocida también con el nombre de Capulylloc.
Desde punta carretera que se encuentra a 3000 m s. n. m., se empieza a bajar caminando  por el camino de herradura. A medida que se baja la temperatura sube. A pesar de eso no es recomendable hacer el trek en short por la gran cantidad de mosquitos y sancudos.
A lo largo de la bajada en el sector de Cocamazana hay cabañas donde venden bebidas y botellas de agua.
El campamento más grande donde es posible almorzar y descansar se llama Chiquiska, y se encuentra al km 19, a una altitud de 1900 m s. n. m.
Desde Chiquiska hay que bajar hasta el río Apurímac, la playa Rosalina, que se encuentra al km 21 de la caminata. La playa Rosalina es el punto más bajo del trek y se encuentra a 1400 m s. n. m. Aquí empieza la subida en zigzag hasta llegar al campamento de Santa Rosa al km 24. En Santa Rosa es posible acampar y comprar bebidas.
Día 2  Santa Rosa-Choquequirao- Marampata
Día 3 Marampata- Santa Rosa-Chiquiska
Dia 4 Chiquiska-Capulylloc-Cachora

#### Teleférico de Choquequirao
El Teleférico de Choquequirao unirá este centro arqueológico con el centro poblado de Kiuñalla, en el distrito de Huanipaca, provincia de Abancay, región Apurímac y cruzará el río Apurímac a 1400 m sobre este, con una distancia total de 5.1 kilómetros que serán recorridos en aproximadamente 15 minutos. Beneficiará a la actividad turística.

## Historia

### Época Inca (1438-1534)
Fue un centro tanto cultural como religioso para la región. Presumiblemente esta ciudadela fue usada como un garita de
control para asegurar el acceso a las áreas de Vilcabamba, que conectaba la selva con otros centros importantes como 
Písac y Machu Picchu. También se estima que la ciudadela jugó un importante papel sirviendo como nexo entre la 
selva amazónica y la ciudad imperial del Cusco.

### Época de transición (1534-1572)
Choquequirao es considerada uno de los últimos bastiones de resistencia y refugio de los Incas, quienes por órdenes de Manco Inca, abandonaron la ciudad de Cusco para resguardarse en las ciudades de la región de Vilcabamba, cuando alrededor del año 1535 Cusco se encontraba sitiado por los españoles. Fue en este lugar (y en general en todo el valle de Vilcabamba) donde Manco y los demás Incas de Vilcabamba resistieron el embate de los españoles, hasta la captura y ejecución de Túpac Amaru I en 1572.

### Redescubrimiento y restauración

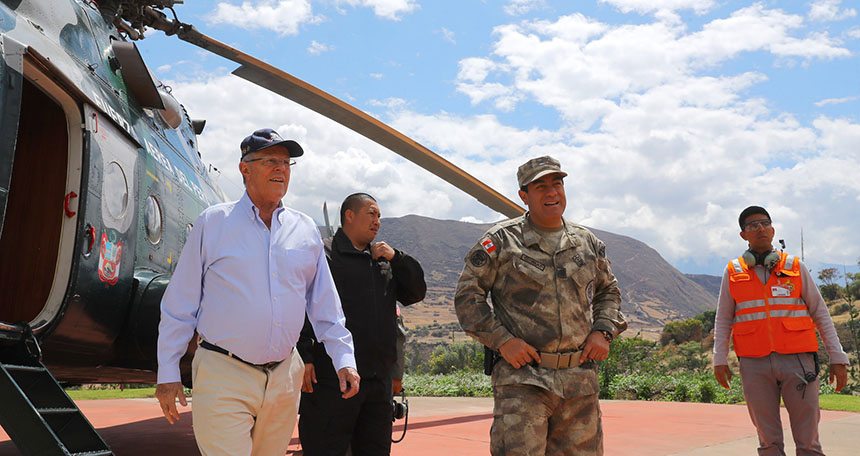
El expresidente de la República Pedro Pablo Kuczynski visitando la zona donde se construirá el teleférico de Choquequirao para impulsar el turismo nacional e internacional.

## Descripción de Choquequirao

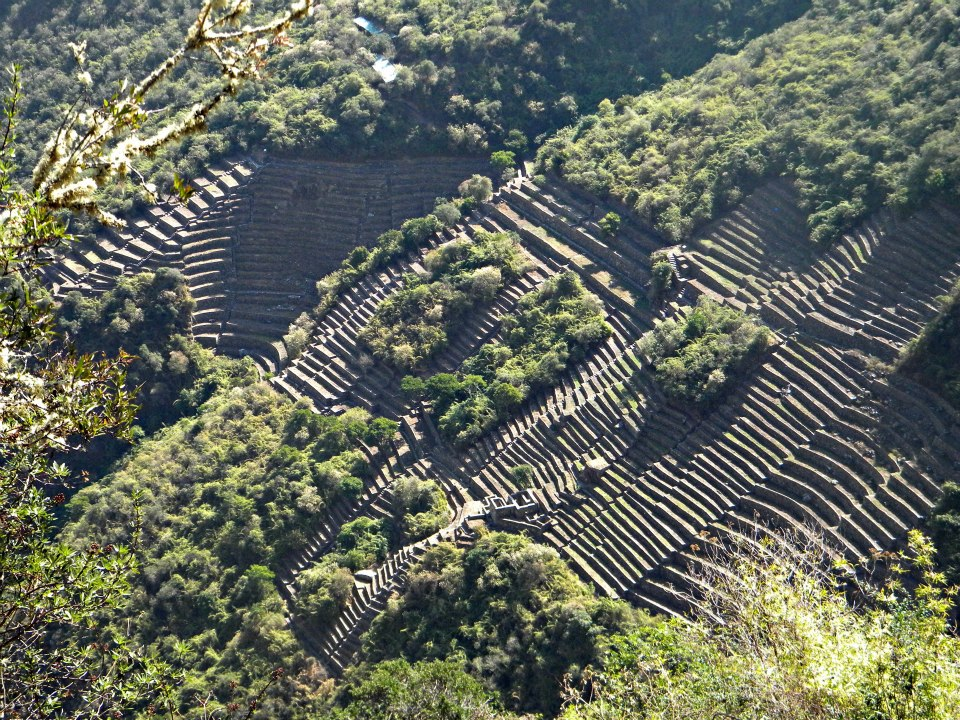
Las terrazas de Choquequirao.

### Posición estratégica

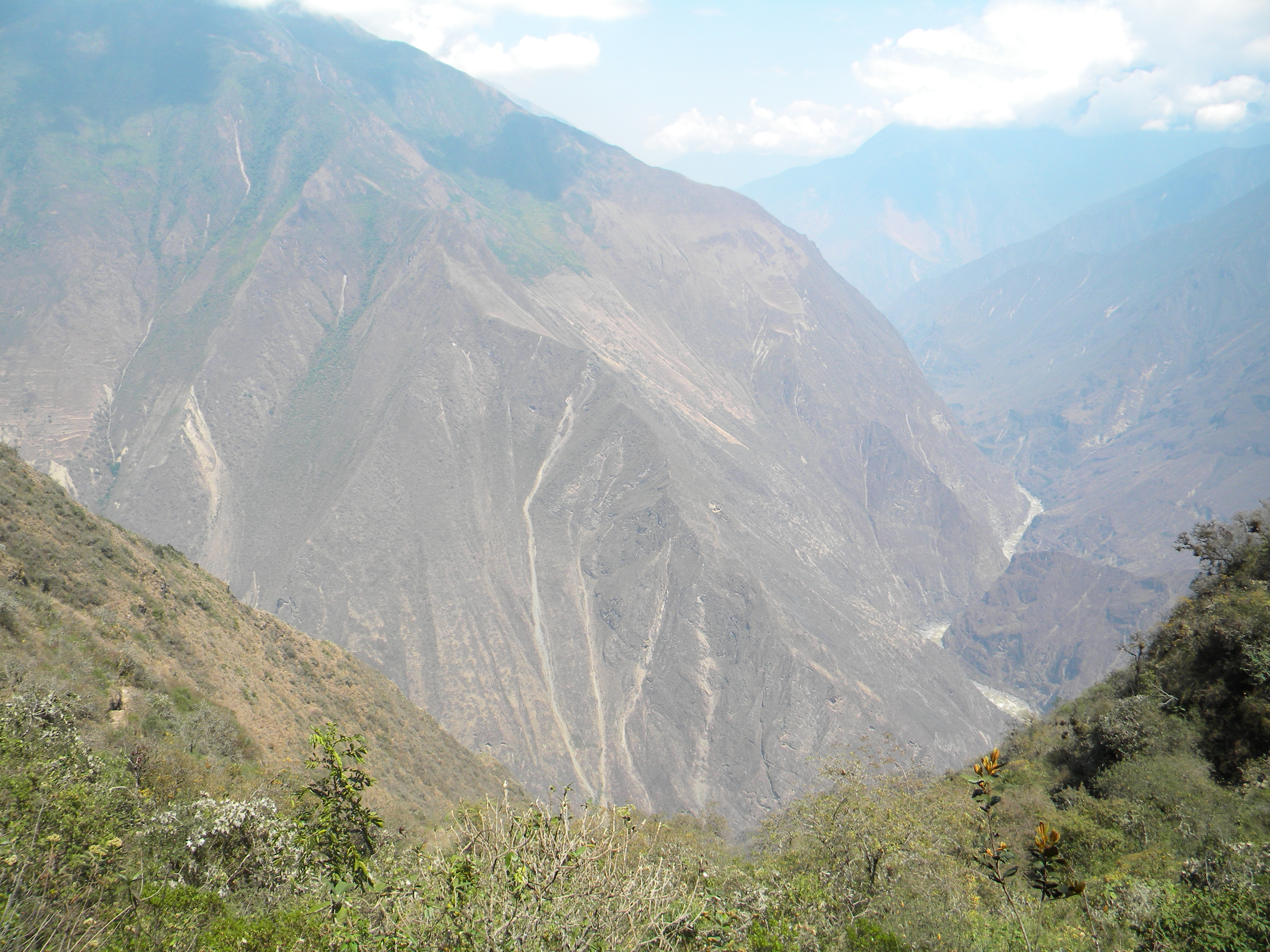
Cañón del Apurimac visto desde Choquequirao

### Arquitectura

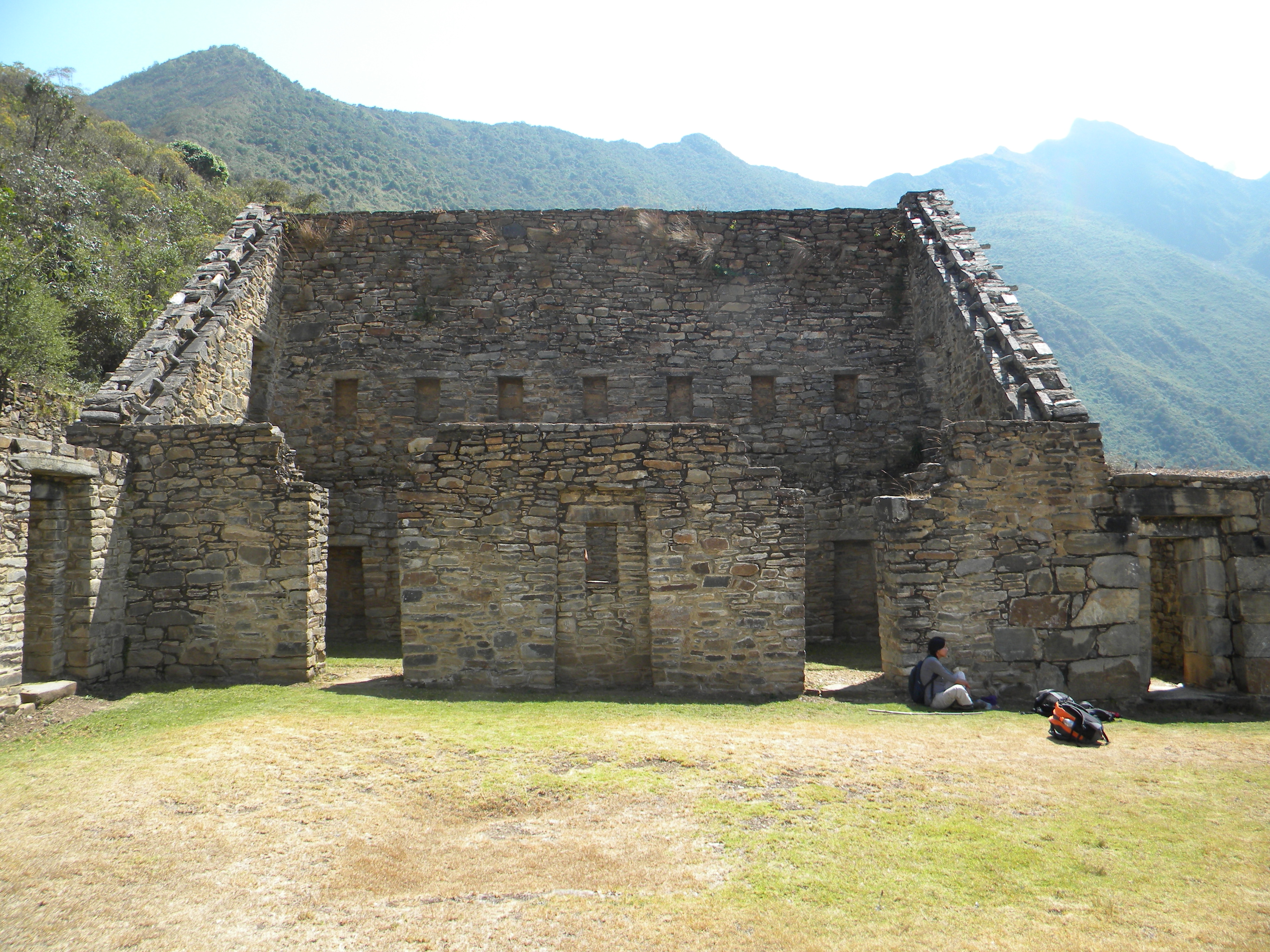
Construcción ubicada en la plaza principal de Choquequirao

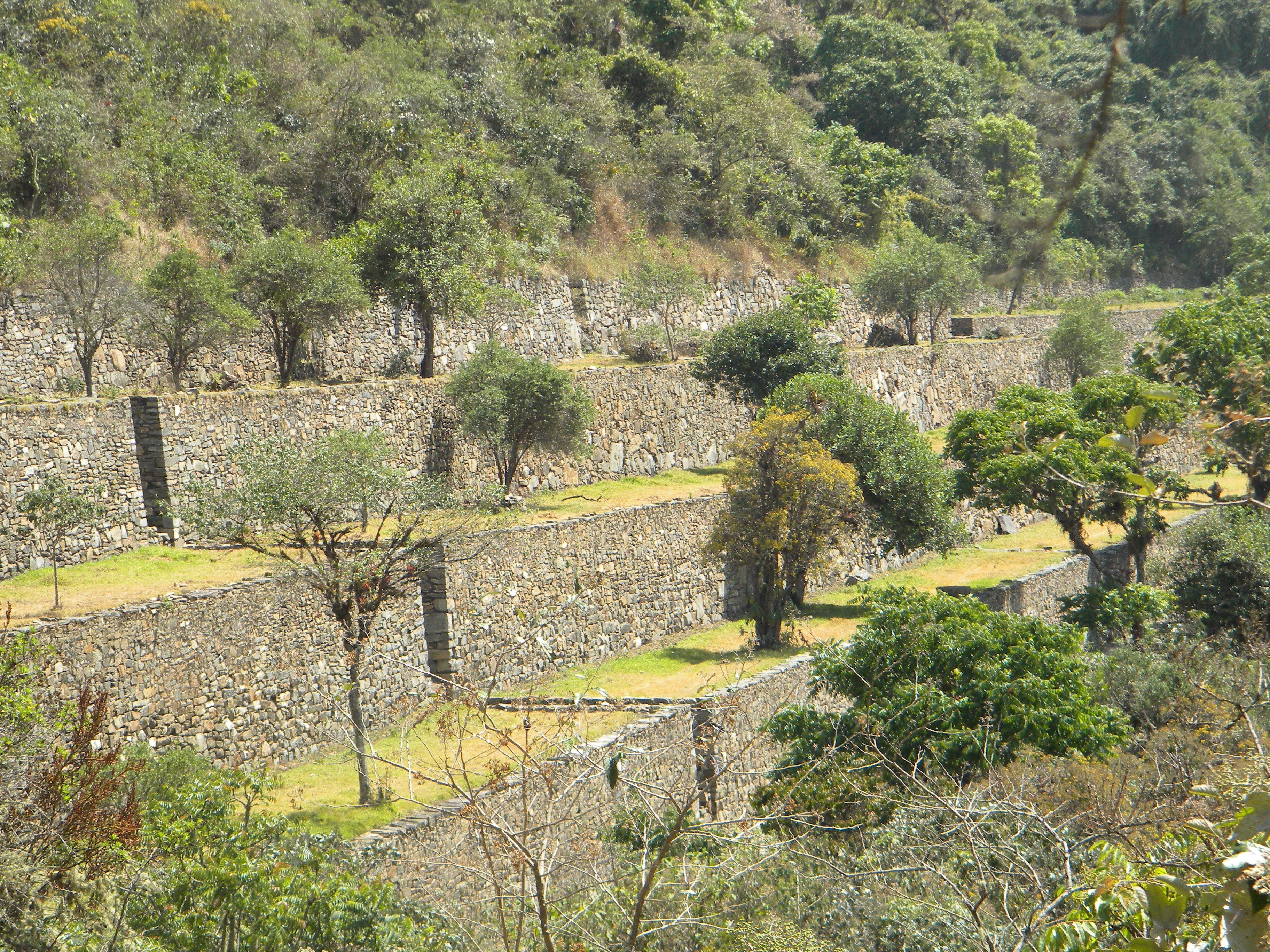
Terrazas a la entrada de Choquequirao

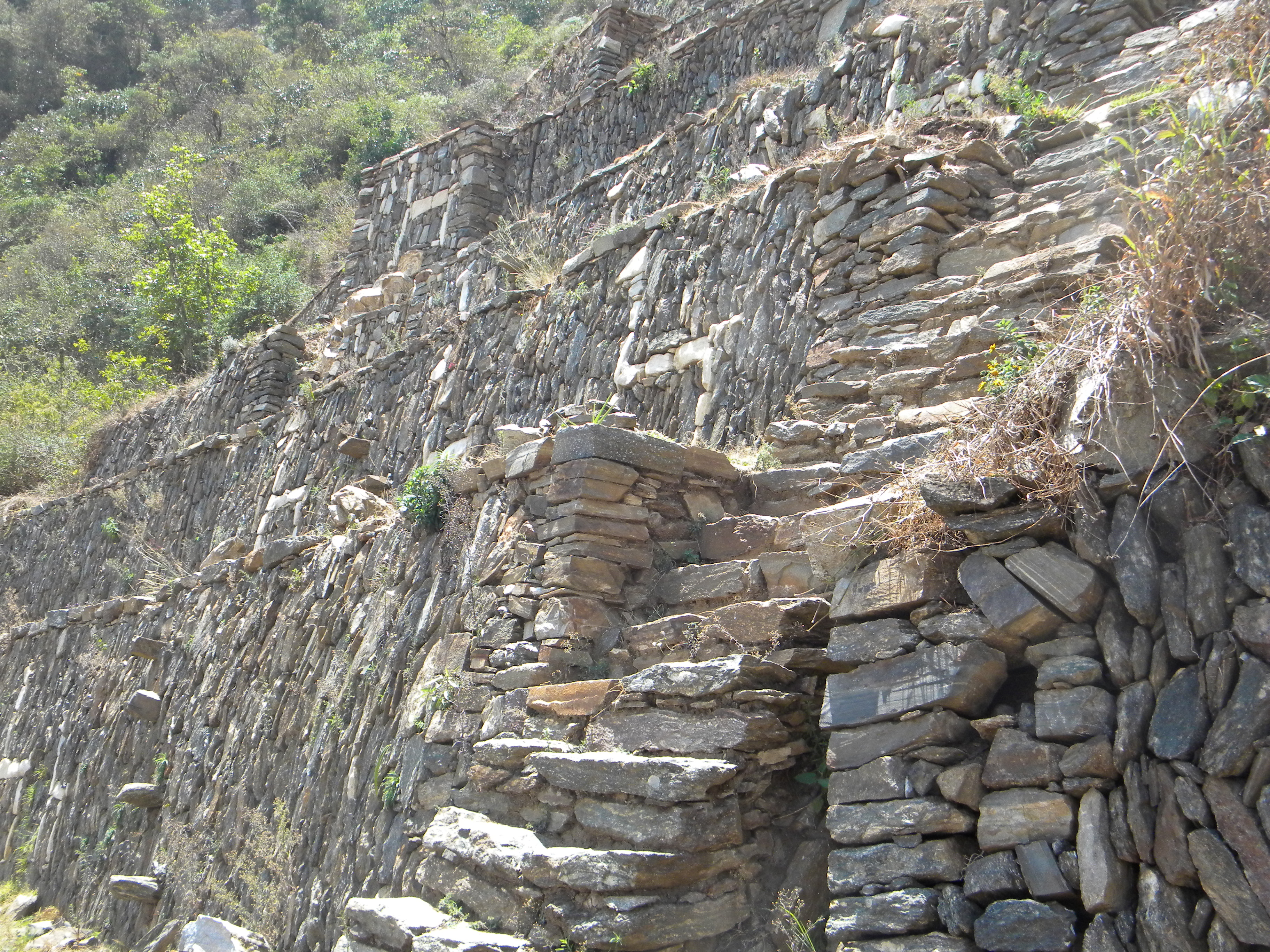
Llamas del Sol